# Historia de Alemania Oriental

Bandera de la República Democrática Alemana entre 1959 y 1990

La República Democrática Alemana (RDA), alemán: Deutsche Demokratische Republik (DDR), a menudo conocida en castellano como Alemania Oriental, Alemania del Este (en alemán: Ostdeutschland) o Alemania Democrática, fue un Estado socialista que existió en Europa Central entre 1949 y 1990. Ocupaba la zona de los actuales estados alemanes de Mecklemburgo-Antepomerania, Brandeburgo, Sajonia, Sajonia-Anhalt Turingia y Berlín (excepto Berlín Occidental).

## La creación tras la ocupación de Alemania (1945-1949)
La Conferencia de Yalta

División de Alemania en zonas de ocupación tras la Segunda Guerra Mundial

En la Conferencia de Yalta, celebrada del 4 al 11 de febrero de 1945, los Estados Unidos, el Reino Unido y la Unión Soviética confirmaron la división de Alemania en zonas de ocupación. Calculando el territorio que los ejércitos convergentes de los aliados occidentales y la URSS podían tomar, la Conferencia de Yalta confirmó las líneas de demarcación para las respectivas zonas de ocupación. Tras la rendición de Alemania, el Consejo de Control Aliado, representando a Estados Unidos, Reino Unido, Francia y la Unión Soviética, asumió la autoridad gubernamental de la Alemania de postguerra. Sin embargo, la desmilitarización económica (especialmente el traslado de equipamiento industrial) era responsabilidad de cada zona individualmente.

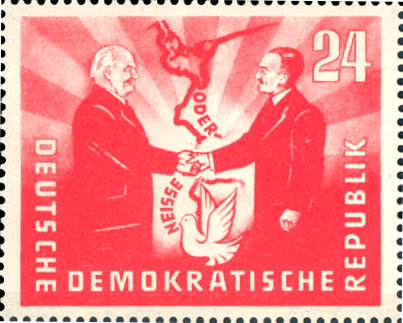
Sello conmemorativo de Alemania Oriental de 1951 que conmemora el Tratado de Zgorzelec, representando la línea fronteriza, y a los presidentes Wilhelm Pieck (RDA, izquierda) y Boleslaw Bierut (Polonia).

La Conferencia de Potsdam
La Conferencia de Potsdam, celebrada entre julio y agosto de 1945 por el presidente estadounidense Harry Truman, el primer ministro británico Winston Churchill y el líder soviético Iósif Stalin, reconoció las zonas y confirmó la jurisdicción de la Administración Militar Soviética en Alemania (en alemán: Sowjetische Militäradministration in Deutschland, SMAD) desde los ríos Oder y Neisse hasta la línea de demarcación. La zona de ocupación soviética incluyó los antiguos estados de Brandeburgo, Mecklemburgo-Antepomerania, Sajonia, Sajonia-Anhalt y Turingia. La ciudad de Berlín fue colocada bajo el control de los cuatro poderes.
Reparaciones de guerra

Cada potencia ocupante asumió el dominio de su zona en junio de 1945. Los poderes persiguieron originalmente una política alemana común, centrada en la desnazificación y desmilitarización para preparar la restauración de un Estado-nación alemán democrático. 

Berlín dividido en cuatro zonas de ocupación

 Sin embargo, con el tiempo, las zonas occidentales y la soviética se separaron económicamente. Las industrias militares y aquellas controladas por el Estado, por dirigentes nazis y criminales de guerra, fueron confiscadas. Estas industrias sumaban aproximadamente el 60% del total de la producción industrial en la zona soviética. La mayor parte de la industria pesada (constituyente del 20% de la producción total) fue reclamada por la Unión Soviética como reparación de guerra, y se crearon empresas conjuntas soviético-alemanas (en alemán: Sowjetische Aktiengesellschaften, SAG). La propiedad industrial confiscada restante fue nacionalizada, dejando el 40% de la producción industrial total a la propiedad privada.
Reforma agraria

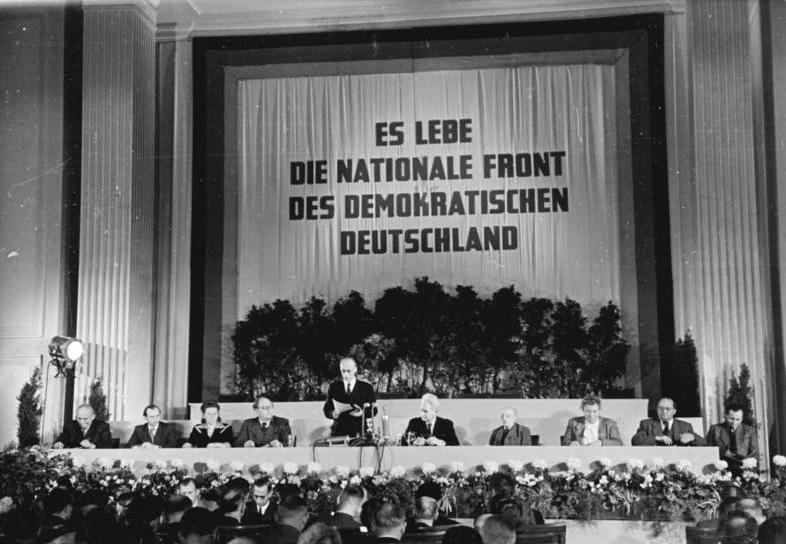
Fundación de la República Democrática Alemana, Berlín, 7 de octubre de 1949

La reforma agraria (en alemán: Bodenreform) expropió toda la tierra perteneciente a antiguos nazis y criminales de guerra y generalmente limitó la propiedad a 1 km². Alrededor de 500 latifundios (en alemán: junkers) fueron transformados en granjas populares colectivas (en alemán: Landwirtschaftliche Produktionsgenossenschaft, LPG), y más de 30.000 km² fueron distribuidos entre 500.000 campesinos, jornaleros y refugiados.
Tensiones políticas
Las crecientes diferencias económicas se combinaban con el desarrollo de tensiones políticas entre Estados Unidos y la URSS (que culminaría en el desarrollo de la Guerra Fría) y se manifestaron en el rechazo del SMAD en 1947 de participar en el Plan Marshall norteamericano. En marzo de 1948 Estados Unidos, Reino Unido y Francia se reunieron en Londres y acordaron reunir las zonas occidentales para fundar una República Alemana Occidental. La Unión Soviética respondió abandonando el Consejo de Control Aliado y preparándose para crear un Estado alemán oriental. La división de Alemania se hizo clara con la reforma monetaria introducida el 20 de junio de 1948 que se limitaba a las zonas occidentales. Tres días después se introducía una reforma diferenciada en la zona soviética. La introducción del marco alemán en los sectores occidentales de Berlín, contra el deseo del comandante supremo soviético, llevó a la Unión Soviética a imponer el Bloqueo de Berlín en un intento de ganar el control del conjunto de Berlín. Los aliados occidentales decidieron aprovisionar la ciudad con un puente aéreo, que duraría once meses, hasta que la Unión Soviética abandonó el bloqueo el 12 de mayo de 1949.
Desarrollo político
Un decreto del SMAD de 10 de junio aprobaba el permiso para la formación de partidos políticos democráticos y antifascistas en la zona soviética. Las elecciones a los parlamentos regionales de los estados estaban convocadas para octubre de 1946. Una coalición democrática-antifascista, el Bloque Democrático, que incluía al KPD, al SPD, a la recién creada Unión Demócrata Cristiana (CDU) y al Partido Liberal Democrático de Alemania (LDPD) fue formada en julio de 1945. El KPD (con 600.000 militantes en la zona oriental) y el SPD (con 680.000) se unificaron en abril de 1946 dando nacimiento al Partido Socialista Unificado de Alemania (en alemán: Sozialistische Einheitspartei Deutschlands, SED). En las elecciones regionales de octubre de 1946 el SED obtuvo aproximadamente el 50% de los votos en los estados de la zona soviética. En Berlín, que se encontraba dividida, el SPD se había opuesto a la unificación y se presentó en solitario, obteniendo el 48.7% de los votos, mientras que el SED fue derrotado con el 19.8%, quedando por debajo del SPD y la CDU.
El SED se definió, al estilo soviético, como un partido de nuevo tipo. Para ese fin, fueron elegidos para ocupar la primera secretaría conjuntamente el dirigente comunista Wilhelm Pieck y el socialdemócrata Otto Grotewohl, y se formaron un Comité Central, un Secretariado y un Politburó. De acuerdo con el principio leninista del centralismo democrático, cada órgano del Partido debía ser controlado por sus militantes. Ulbricht, como dirigente del Partido, debía llevar a cabo el deseo de los miembros. El SED se definió ideológicamente adscrito al marxismo-leninismo y a la lucha internacional de clases.
Antiguos miembros del SPD y algunos comunistas partidarios de un camino reformista al socialismo fueron purgados del SED. Los partidos burgueses CDU y LDPD se debilitaron ante la creación de dos nuevos partidos, el Partido Nacional Democrático de Alemania (NDPD) y el Partido Democrático Campesino de Alemania (DBD). El SED acordó dar representación política a las organizaciones de masas, como la Federación Alemana de Sindicatos Libres (FDGB) o la Juventud Libre Alemana (FDJ).
Debido a las circunstancias, el sistema de partidos fue diseñado para permitir la rehabilitación a aquellos exmiembros del NSDAP que se hubieran adscrito previamente al Frente Nacional de la Alemania Democrática, sucesor del Comité Nacional por una Alemania Libre, que había sido originalmente formado por emigrantes y prisioneros de guerra en la Unión Soviética durante la Segunda Guerra Mundial. La desnazificación política en la zona soviética fue, sin embargo, mucho más transparente que en la zona occidental, donde el tema pronto fue llevado a un segundo lugar por pragmatismo o incluso privacidad.
En noviembre de 1948, la Comisión Económica Alemana (DWK), incluyendo una representación del bloque antifascista, asumió la autoridad administrativa. Cinco semanas después de la proclamación de la occidental República Federal de Alemania, el 7 de octubre de 1949, el DWK formó un gobierno provisional y proclamó la República Democrática Alemana. El comunista Wilhelm Pieck fue elegido su primer Presidente.

## Los primeros años (1949-1954)

### El SED como partido hegemónico

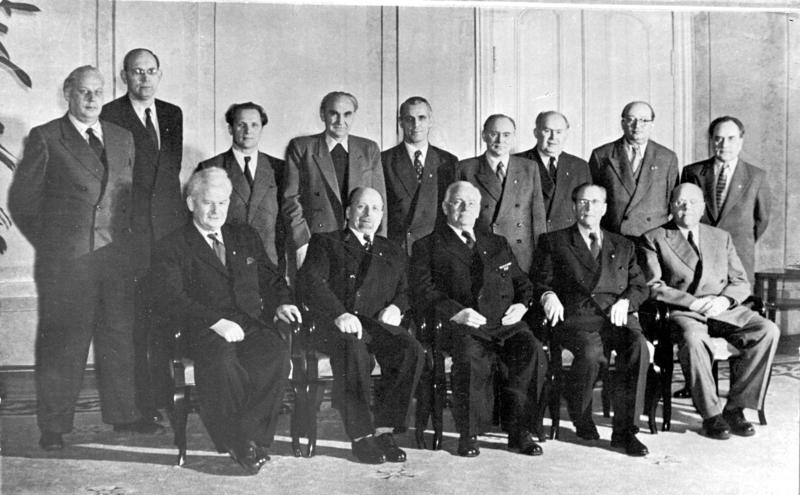
Politburó del SED, 1955. En el centro, sentados: Ulbricht, Pieck y Grotewohl

El SED controlaba la coalición del Frente Nacional, una federación de todos los partidos políticos y organizaciones de masas. La Constitución de 1949 formalmente establecía una República federal democrática y creaba la Cámara de los Estados y la Cámara del Pueblo (Volkskammer).
La Volkskammer, de acuerdo con la Constitución, era el órgano supremo del Estado, investido de soberanía legislativa. El SED controlaba el Consejo de Ministros y reducía la función legislativa de la Volkskammer a la aclamación. La elección del Volkskammer y de los Consejos de Estado (más tarde reemplazados por los Consejos de Distrito) se basaba en una lista única del Frente Nacional; los votantes podían expresar su aprobación o no.
Todos los miembros del SED que dirigían los órganos del Estado aprobaban las resoluciones del Partido. El Ministerio para la Seguridad del Estado (Ministerium für Staatssicherheit, más conocido como Stasi) actuaba como contraparte de las agencias de inteligencia occidentales, llevando a cabo las mismas funciones.
El 3.er Congreso del SED en julio de 1950 eligió a Walter Ulbricht primer secretario y enfatizó el progreso industrial. El sector industrial, empleando al 40% de la población activa, fue sujeto de una profunda nacionalización, con el resultado de la formación de las Empresas del Pueblo (alemán: Volkseigene Betriebe, VEB). Estas compañías suponían el 75% del sector industrial. El primer Plan Quinquenal (1951-1955) introdujo la planificación estatal centralizada; marcó altas cuotas de producción para la industria pesada e incrementó la productividad. Las presiones del plan causaron un éxodo de ciudadanos alemanes orientales a Alemania Occidental. En 1951, la emigración mensual fluctuaba entre 11.500 y 17.000 personas. Para 1953 una media de 37.000 ciudadanos abandonaban el país cada mes.

### El 17 de junio de 1953
Stalin murió en marzo de 1953. En junio, el SED, confiando en dar a los trabajadores unos mejores niveles de vida, anunció el Nuevo Curso. El Nuevo Curso en Alemania Oriental estaba basado en la política económica iniciada por Georgy Malenkov en la Unión Soviética. La política de Malenkov, que buscaba una mejora de los niveles de vida, marcaba un giro en la inversión hacia la industria ligera y comercial y un mayor abastecimiento de bienes de consumo. El SED, con el objetivo de girar el énfasis económico de la industria pesada a los bienes de consumo, inició un programa para aliviar las dificultades económicas. Esto llevó a una reducción de las cuotas y las tasas, la posibilidad de créditos estatales a las empresas privadas, y un aumento en la asignación de material de producción.
Cuando el Nuevo Curso incrementó los bienes de consumo que los trabajadores podían obtener, las cuotas de producción se encontraban aún altas. Cuando las cuotas de trabajo fueron aumentadas en 1953, llevó al Levantamiento del 17 de junio de 1953. Huelgas y manifestaciones se sucedieron en los grandes centros industriales. Los trabajadores demandaban la disminución de las cuotas y el aumento de los salarios. La Volkspolizei y el Ejército Rojo aplastaron la insurrección, en la que murieron aproximadamente 100 personas.
En 1954, la URSS garantizó oficialmente la soberanía de Alemania del Este, y la Comisión de Control Soviética en Berlín fue disuelta. Aquel año finalizaron los pagos de las reparaciones de guerra, y las SAGs pasaron a propiedad estatal alemana oriental. Los cinco estados que constituían la zona de ocupación soviética se disolvieron y fueron reemplazados por quince distritos (Bezirke) en 1952; Estados Unidos, Gran Bretaña y Francia no reconocieron al decimoquinto distrito, Berlín Oriental. Alemania Oriental comenzó a participar activamente en el Consejo de Ayuda Mutua Económica (CAME o COMECON) en 1950. En 1956 se creó el Ejército Nacional Popular (Nationale Volksarmee, NVA), y la RDA entró a formar parte del Pacto de Varsovia.

## Política económica (1956-1975)
Colectivización y nacionalización de la agricultura y la industria (1956-1963)
En 1956, en el XX Congreso del Partido Comunista de la Unión Soviética, su primer secretario Nikita Jrushchov repudió el estalinismo. En aquel momento, un sector de la intelectualidad académica dentro del SED demandaba reformas. Con este objetivo, Wolfgang Harich redactó un programa defendiendo cambios radicales en Alemania Oriental. A finales de 1956, él y sus partidarios fueron rápidamente purgados de las filas del SED y encarcelados.
El Pleno del Comité Central del SED de julio de 1956 confirmó el liderazgo de Ulbricht y presentó el segundo Plan Quinquenal (1956-1960). El plan llevaba como lema “modernización, mecanización y automatismo” para enfatizar el nuevo enfoque en el progreso tecnológico. En el Pleno, el régimen anunció su intención de desarrollar energía nuclear, y el primer reactor nuclear de Alemania Oriental fue activado en 1957.
El segundo Plan Quinquenal impulsó a Alemania del Este a acelerar sus esfuerzos hacia la colectivización agrícola y para completar la nacionalización del sector industrial. En 1958 el sector agrícola aún consistía primordialmente de 750.000 granjas privadas que sumaban el 70% de la tierra cultivable; solo 6.000 cooperativas agrícolas (Landwirtschaftliche Produktionsgenossenschaften, LPGs) se habían formado. En 1958-1959 el SED planteó cuotas a los campesinos propietarios y envió equipos a los pueblos en un esfuerzo para animar a la "colectivización voluntaria". Entre noviembre y diciembre de 1959 algunos propietarios opuestos a la colectivización fueron arrestados por la Stasi.
A mediados de los años 60 el 85% de la tierra cultivable había sido incorporado en más de 19.000 LPGs; las granjas estatales comprendían otro 6%. En 1961 el sector socialista producía el 90% de los productos agrícolas de la RDA. Una extensa reforma económica sobre la gestión, de febrero de 1958, incluyó la transferencia de un gran número de ministerios industriales a la Comisión de Planificación Estatal. Con el objetivo de acelerar la nacionalización de la industria, el SED ofreció a los empresarios el 50% de los incentivos conjuntos por transformar sus firmas en VEBs. A finales de 1960, la iniciativa privada controlaba solo el 9% de la producción industrial total. Las cooperativas de producción (Produktionsgenossenschaften, PGs) incorporaron a un tercio del sector artesano durante 1960 y 1961, en comparación con el 6% existente en 1958.
El segundo Plan Quinquenal encontró dificultades, y el régimen lo reemplazó con un Plan a siete años (1959-1965). El nuevo Plan aspiraba a conseguir "alcanzar la producción per cápita de Alemania Occidental para finales de 1961", lanzar mayores cuotas de producción, y convocó a incrementar en un 85% la productividad laboral. La emigración creció de nuevo, con un total de 143.000 en 1959 y 199.000 en 1960. La mayoría de los emigrantes eran trabajadores de cuello blanco, y el 50% menores de 25 años. La huida de trabajadores excedía un total de 2,5 millones entre 1949 y 1961.
El ‘Nuevo Sistema Económico’ (1963-1970)
El índice anual de crecimiento económico dejó de caer y se estabilizó después de 1959. La Unión Soviética recomendó entonces a Alemania Oriental aplicar las reformas que el economista soviético Evsei Liberman, que defendía el principio de obtención de beneficios y otros principios del mercado para las economías planificadas. En 1963, Ulbricht adaptó las teorías de Liberman e introdujo el Nuevo Sistema Económico (NES), una reforma económica que introdujo un grado de descentralización en las decisiones y criterios de mercado. El NES intentó crear un sistema económico eficiente y transformar a la RDA en una nación industrial líder no sólo en el campo socialista.

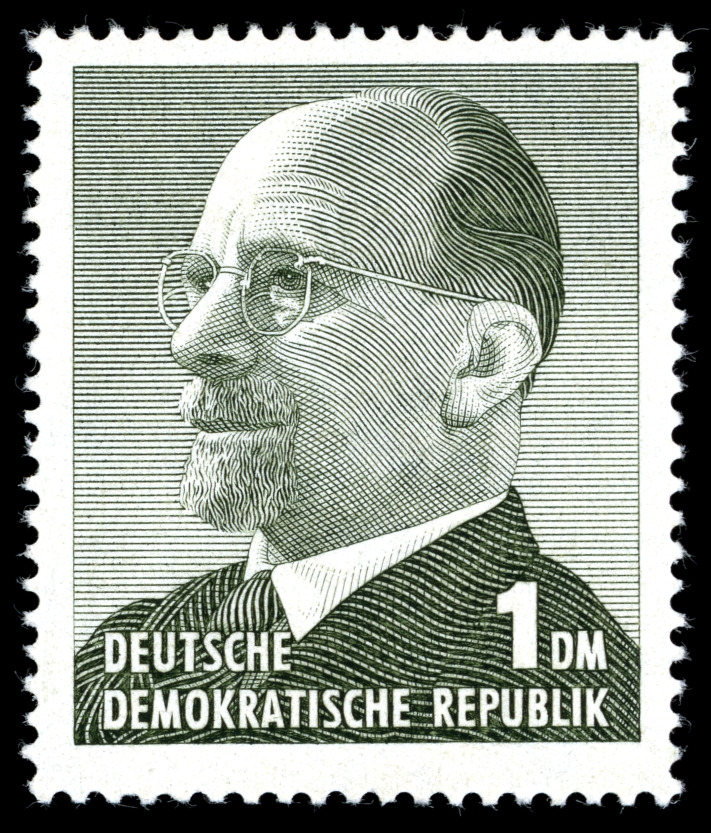
Walter Ulbricht en un timbre postal de la República Democrática Alemana

Bajo el NES, la tarea de establecer el futuro desarrollo económico fue asignada a la planificación central. La descentralización implicó la transferencia parcial de la toma de decisiones de la Comisión de Planificación Estatal y el Consejo Económico Nacional a las Asociaciones de Empresas del Pueblo (Vereinigungen Volkseigener Betriebe, VVBs). Las autoridades de la planificación central lanzaban objetivos de producción generales, pero cada VVB determinaba su propia financiación interna, utilización de la tecnología, y colocación de la fuerza de trabajo y los recursos. Como cuerpos intermediarios, las VVBs funcionaban además para sintetizar la información y las recomendaciones de los VEBs. El NES estipulaba que las decisiones productivas debían hacerse bajo las bases de la obtención de beneficios, que los salarios reflejasen la productividad, y que los precios respondieran al abastecimiento y la demanda.
El NES llevó a la constitución de una nueva élite en la política así como en la gestión de la economía, y en 1963 Ulbricht anunció una nueva política para integrarla en la cúpula del SED. Ulbricht abrió el Politburó y el Comité Central a miembros más jóvenes que tenían más nivel educativo que sus predecesores y que habían adquirido conocimientos técnicos y de gestión. Como consecuencia de la nueva política, la élite del SED se dividió en facciones económicas y políticas, la primera compuesta de militantes de la nueva élite tecnocrática. Debido al énfasis en la profesionalización de la política de cuadros del SED tras 1963, la composición de la militancia de masas cambió; en 1967, unos 250.000 militantes (14%) del total de 1,8 millones de miembros del SED habían completado un curso universitario, técnico o científico.
El énfasis puesto por el SED sobre la competencia técnica y en la gestión permitió así mismo a los miembros de la élite tecnócrata entrar en los escalafones superiores de la burocracia estatal, antiguamente reservados para los dogmáticos políticos. Directores de los VVBs fueron elegidos bajo las bases del entrenamiento profesional más que de la conformidad ideológica. Dentro de las compañías, el número de posiciones profesionales y puestos técnicos se incrementó. El SED acentuó el tema de la formación técnica y de gestión como la ruta para el progreso social y material. Por ello, prometió elevar los niveles de vida generales. De 1964 a 1967, los salarios reales crecieron, y el abastecimiento de bienes de consumo, incluyendo bienes de lujo, se incrementó.

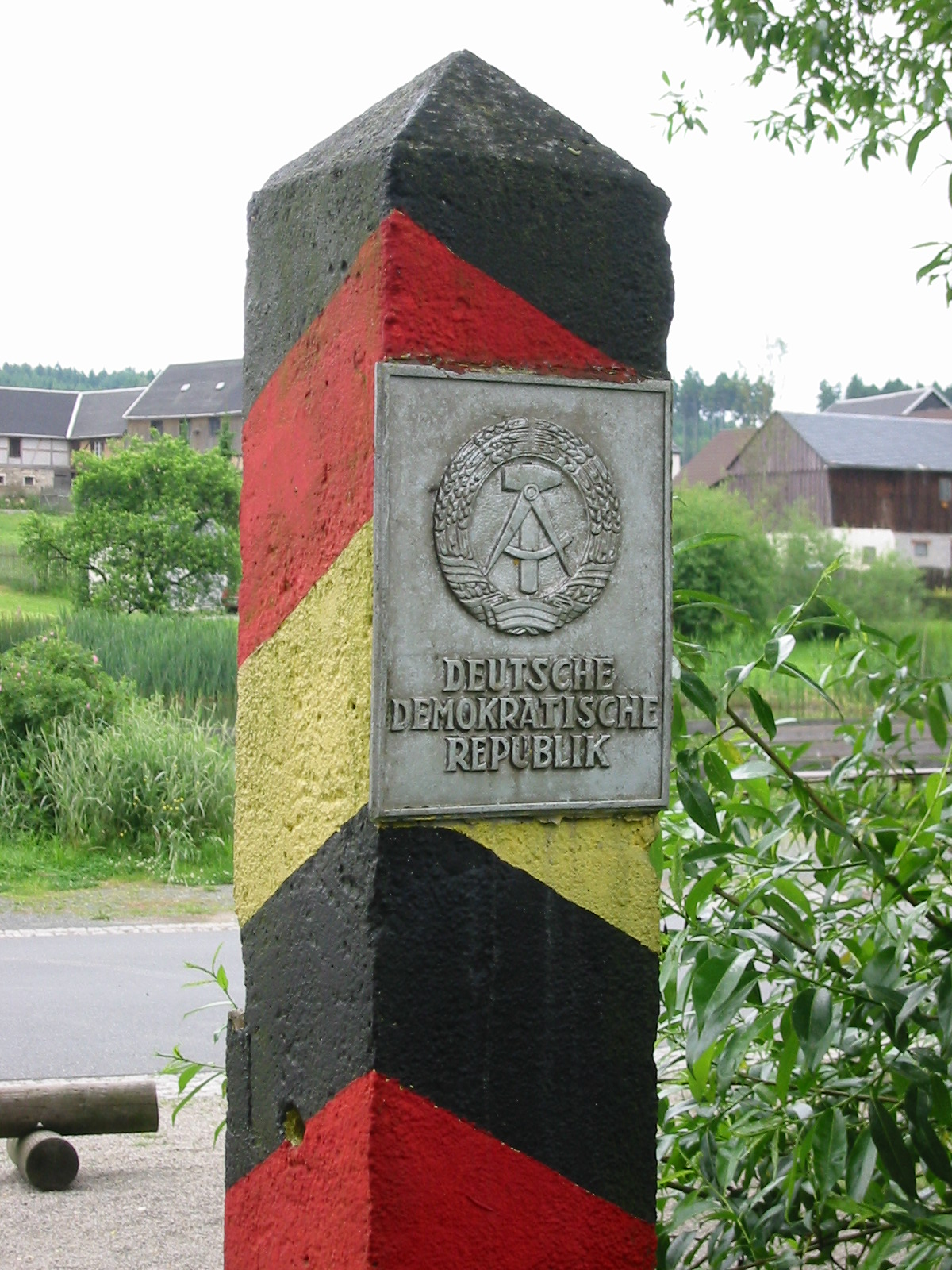
Poste fronterizo de la RDA

Ulbricht lanzó en 1968 una campaña para convencer a los países del COMECON de intensificar su desarrollo económico “por sus propios medios.” Internamente, la RDA reemplazó el NES con el Sistema Económico del Socialismo (ESS), que se enfocó en los sectores tecnológicos desarrollados para hacer posible el crecimiento autosuficiente. En general, la planificación centralizada se re-introdujo en los llamados sectores clave, que incluían las industrias electrónicas, químicas y plásticas. Los combinados electrónicos fueron formados para integrar industrias enteras en una cadena de producción. Los subsidios a precios se restablecieron para acelerar el crecimiento en los sectores favorecidos. El plan anual para 1968 impuso cuotas de producción en las industrias clave un 2,6% más altas que en el resto de sectores para alcanzar el crecimiento industrial en estas áreas. El Estado lanzó los objetivos de 1969-1970 para la tecnología especializada incluso más altos. El fracaso en alcanzar los objetivos del ESS derivó en el esfuerzo reformista de 1970.
La ‘Tarea Principal’
La Tarea Principal, introducida por Honecker en 1971, formuló la política interior para los años 70. El programa re-enfatizaba en el marxismo-leninismo y la lucha internacional de clases. Durante este periodo, el SED lanzó una masiva campaña de propaganda de carácter obrerista. La Tarea Principal rescató el objetivo económico de progreso industrial, pero este objetivo debía ser conseguido dentro del contexto de la planificación estatal centralizada. El socialismo de consumo –el nuevo programa establecido en la Tarea Principal- fue un esfuerzo para magnificar el llamamiento al socialismo ofreciendo una especial consideración a las necesidades materiales de la clase trabajadora. El Estado reorientó la política salarial y dio más atención a incrementar el abastecimiento de bienes de consumo.
El régimen así mismo aceleró la construcción de nuevas viviendas y la renovación de los apartamentos existentes; el 60% de las casas nuevas y renovadas fue asignado a familias obreras. Los alquileres, que estaban subsidiados, permanecieron extremadamente bajos. Debido a que las mujeres constituían cerca del 50% de la fuerza laboral, las facilidades del cuidado de niños, incluyendo guarderías y clínicas, se incrementaron para los hijos de las madres trabajadoras. Las mujeres obreras recibían subsidios de maternidad que duraban entre seis meses y un año. El Estado incrementó también las pensiones.

## Política exterior (1967-1975)
Ulbricht VS ‘Détente’

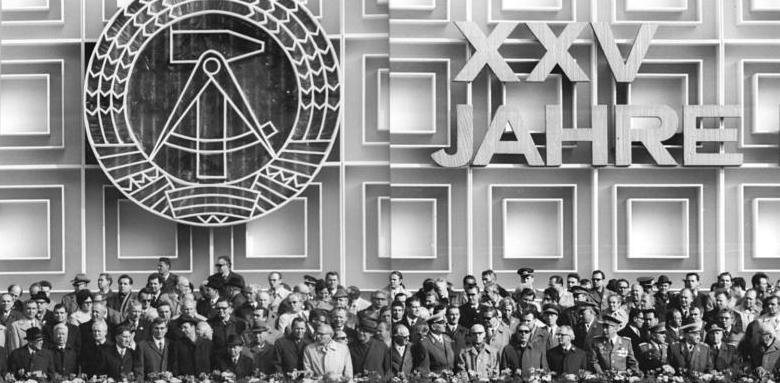
XXV Aniversario de la RDA, Berlín, 1974

La política exterior de Ulbricht entre 1967 y 1971 respondió al comienzo de la época de la détente con el Oeste. Aunque la détente ofreció a Alemania del Este la oportunidad de superar su aislamiento en política exterior y ganar el reconocimiento de Occidente como Estado soberano, el líder del SED era reacio a perseguir una política de acercamiento a Alemania Occidental. Las dos Alemanias habían conservado el objetivo de la futura unificación; sin embargo, ambas continuaban partidarias irreconciliables de sus propios sistemas políticos. La Constitución de la RDA de 1968 proclamó la victoria del socialismo y remarcó el objetivo nacional de la unificación bajo liderazgo comunista.
Sin embargo, la dirección del SED, aunque exitosa en establecer la economía planificada en Alemania del Este, tenía éxito muy limitado en ganar apoyo popular ante su política represiva. A pesar del epíteto “el otro milagro alemán”, las libertades democráticas y el alto progreso material de Alemania Occidental continuaban atrayendo a ciudadanos alemanes orientales.
A finales de los años 60, Ulbricht hizo del Consejo de Estado el principal órgano gubernamental. El Consejo, de 24 miembros, multipartidista, encabezado por Ulbricht y dominado por los quince representantes del SED, generó una nueva época de conservadurismo político. Las políticas tanto interior como exterior de los años finales de la época Ulbricht reflejaron una fuerte determinación hacia una estrategia agresiva hacia el Oeste. En 1967 propuso a Checoslovaquia, Polonia, Hungría y Bulgaria firmar tratados de asistencia mutua bilaterales con Alemania Oriental. La Doctrina Ulbricht, por lo tanto firmada por estos países, les determinó a rechazar la normalización de relaciones con Alemania Occidental a menos que Bonn reconociera formalmente la soberanía de la RDA.
Ulbricht así mismo animó la derogación de las relaciones entre el bloque soviético y el Oeste industrializado, y en 1968 lanzó una campaña para convencer a los países del COMECON de intensificar su desarrollo económico “por sus propios medios.” Considerando las medidas reformistas dentro del bloque socialista como un peligro para su política interior, el SED, desde el principio, atacó el nuevo giro político de Praga, participando en la invasión realizada por el Pacto de Varsovia en la primavera de 1968.
En agosto de 1970, la Unión Soviética y Alemania Occidental firmaron el Tratado de Moscú, en el cual los dos países acordaban basarse en la no-agresión en sus relaciones, proteger la seguridad europea e internacional y confirmar la Línea Oder-Neisse. Moscú presionó por tanto a Alemania Oriental para comenzar negociaciones con Alemania Occidental. Ulbricht se resistió, debilitando aún más su liderazgo, que había sido dañado por el fracaso del ESS. En mayo de 1971, el Comité Central del SED eligió a Erich Honecker para suceder a Ulbricht como primer secretario del Partido. Aunque a Ulbricht se le permitió retener la presidencia del Consejo de Estado hasta su muerte en 1973, el cargo había sido reducido en importancia.
Honecker y el acercamiento Oeste-Este

Leonid Brézhnev y Erich Honecker (der.) en un sello de la RDA con motivo de una visita del primero al país

Honecker combinó la lealtad hacia la Unión Soviética con la flexibilidad hacia la détente. En el 8º Congreso del Partido, en junio de 1971, presentó el programa político para la nueva etapa. En su reformulación de la política exterior de la RDA, Honecker renunció al objetivo de una Alemania unificada y adoptó la posición ideológica defensiva del Abgrenzung (demarcación o separación). Bajo este programa, el país se definía como un “Estado socialista” diferenciado y enfatizaba su alianza con la URSS. El Abgrenzung, defendiendo la soberanía de la RDA, contribuyó en cambio al éxito de las negociaciones de la détente que llevaron al Acuerdo Cuatripartito sobre Berlín (Acuerdo de Berlín) en 1971 y al Tratado Básico con Alemania Occidental en diciembre de 1972.
El Acuerdo de Berlín y el Tratado Básico normalizaron las relaciones entre la RDA y la RFA. El Acuerdo de Berlín (efectivo en junio de 1972), firmado por Estados Unidos, Gran Bretaña, Francia y la Unión Soviética, protegía el comercio y los viajes entre Berlín Occidental y el resto de la RFA y animaba a aumentar las comunicaciones entre Berlín Oriental y Berlín Occidental. La URSS estipuló, no obstante, que Berlín Oriental no sería incorporada oficialmente a Alemania Occidental. El Tratado Básico (efectivo en junio de 1973) reconocía políticamente los dos Estados alemanes, y los dos países prometieron respetar la soberanía del otro. Bajo los términos del tratado, serían intercambiadas misiones diplomáticas, establecidas relaciones comerciales, turísticas, culturales y de comunicaciones. En septiembre de 1973, ambos países se unieron a las Naciones Unidas, y debido a ello la RDA recibió un reconocimiento internacional sin precedentes.
Dos Alemanias
Desde mediados de los años 70, la RDA se estabilizaba en las relaciones Este-Oeste. La enmienda de 1974 a la Constitución eliminó todas las referencias a la Nación alemana y a la unidad alemana y definió a Alemania Oriental como un Estado-nación socialista de obreros y campesinos y una parte constituyente inseparable de la comunidad de países socialistas. Sin embargo, la dirección del SED tuvo poco éxito en inculcar esta idea en poco tiempo. Por ello Honecker, ajustándose más al sentimiento popular, diseñó la fórmula “ciudadanía, RDA; nacionalidad, alemana.” Así, el primer secretario del SED intentaba acercarse a las emociones y la psicología de los ciudadanos alemanes orientales hacia las tradiciones y cultura alemanas y, por implicación, hacia sus vecinos alemanes de la RFA.
Aunque la Abgrenzung constituyó la fundación de la política de Honecker, la détente fortaleció los lazos entre las dos Alemanias. Entre 5 y 7 millones de alemanes occidentales y berlineses occidentales visitaron la RDA cada año a partir de entonces. Las comunicaciones postales y telefónicas entre los dos países fueron significativamente ampliadas. Los lazos personales entre familias y amistades de ambos países se comenzaron a restituir, y los ciudadanos alemanes orientales tuvieron más contacto directo con la influencia política y material occidental, particularmente a través de la radio y la televisión. La RFA era el proveedor de bienes de consumo de alta calidad para la RDA, incluyendo bienes de lujo, con la burocracia frecuentando las Intershops, que vendían productos a precios occidentales, y las tiendas Exquisitas & Delicadas, que vendían bienes importados a precios orientales.
Como parte de la détente general entre Este y Oeste, la RDA participó en la Conferencia sobre Seguridad y Cooperación en Europa en julio de 1975, firmando el Acta Final de Helsinki, que pretendía garantizar el reconocimiento del régimen hacia los derechos humanos. La cláusula del Acta Final sobre libertad de movimientos permitió comenzar un proceso a 120.000 alemanes orientales para emigrar, aunque finalmente fue rechazado.

## Política interior, los 70
La identidad de la RDA

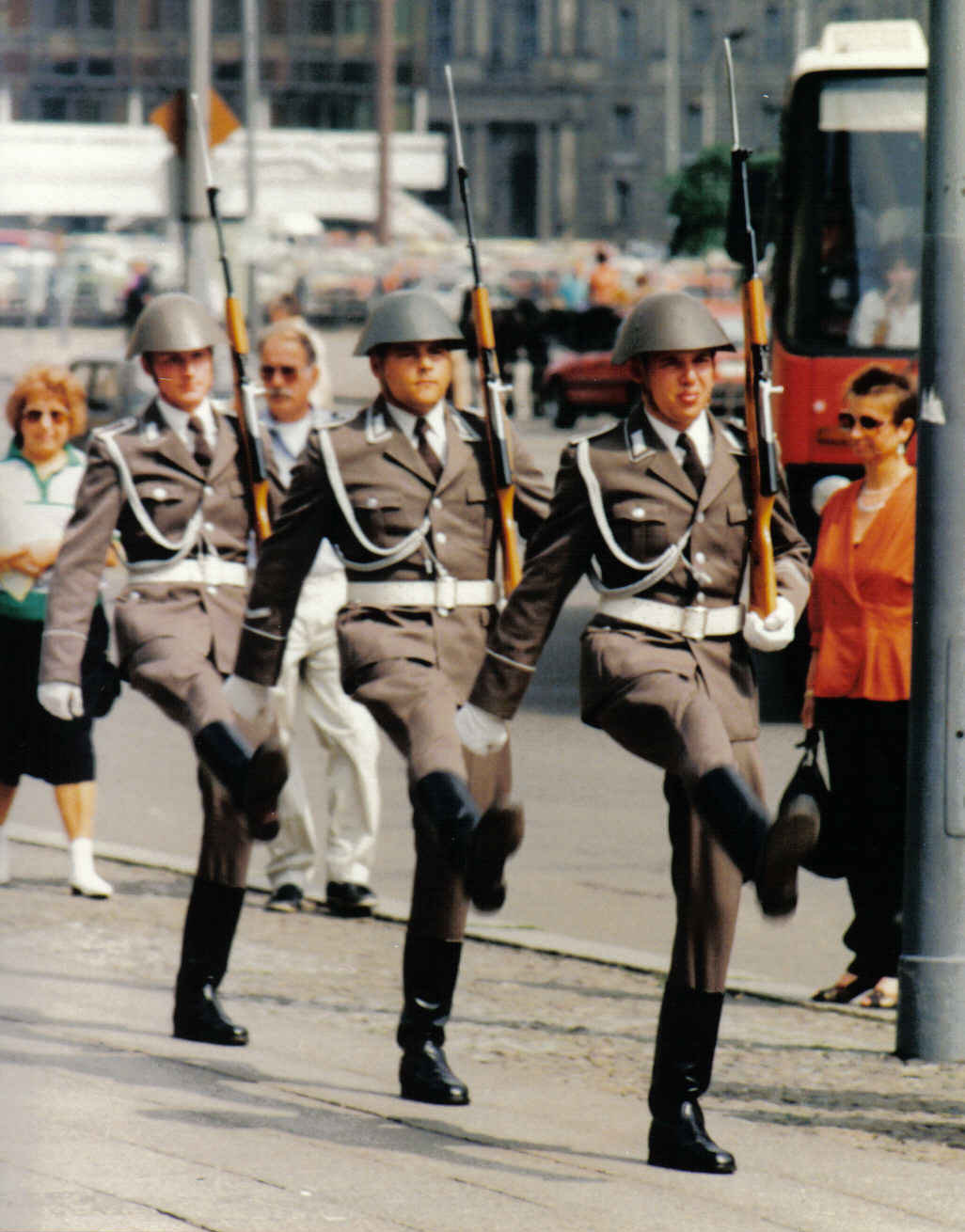
Guardia de Honor del Regimiento Friedrich Engels en el Monumento a las víctimas del fascismo y el militarismo

Ambas Alemanias continuaron una búsqueda de identidad nacional, pero aunque para Alemania Occidental fue más sencillo fundar su identidad asumiendo prácticamente toda la tradición histórica alemana, para la RDA este proceso fue mucho más difícil. Desde el principio, la recién formada RDA intentó establecer su propia identidad separada pero debía dejar de lado diversos elementos históricos característicos que no eran conformes con un Estado de ideología comunista. Sobre todo, debido a la antigua crítica marxista del militarismo de Prusia, el SED repudiaba toda posible "continuidad" entre Prusia y la RDA, aunque geográficamente el territorio de la RDA comprendía en la práctica la mayor parte del antiguo reino prusiano (al punto que su capital seguía siendo Berlín, igual que en la época de la monarquía prusiana). El SED destruyó las casas señoriales de los junkers y demolió los restos del Palacio Imperial de Berlín, así como retiró de Berlín la estatua ecuestre del rey prusiano Federico el Grande, mientras se demoraba de modo indefinido la reconstrucción total de los palacios reales de Potsdam en un esfuerzo de romper todo vínculo histórico o ideológico con Prusia. En su lugar, el SED se enfocó en la herencia progresista de la Historia de Alemania, incluyendo el papel de Thomas Müntzer en la Guerra de los campesinos alemanes del siglo XVI, y el papel jugado por los héroes de la lucha de clases durante la industrialización de Prusia, dejando de lado a otras figuras de la historia alemana, aunque preservando en lo posible a los líderes intelectuales más destacados e indiscutiblemente alemanes como Schiller o Goethe. Aun así, la tradición militar prusiana se impuso frente a la soviética en la formación en 1956 del NVA, en lo cual la RDA preservó parte de la tradición del pasado.
Como resultado del debate ocurrido en el 9º Congreso del Partido de mayo de 1976, la RDA consideró tras ese año su propia historia como la "esencia de la historia alemana", en la cual Alemania Occidental era solo un episodio menor. Esto llevó a que desde entonces el régimen alabase oficialmente a reformistas prusianos como Karl Freiherr vom Stein, Karl August von Hardenberg, Wilhelm von Humboldt, y Gerhard von Scharnhorst, e inclusive la estatuta de Federico el Grande fue recolocada con honores en Berlín Este. Las referencias elogiosas de Honecker hacia el antiguo rey prusiano en sus discursos reflejaban la política oficial de revisionismo de la RDA sobre Prusia, que incluyó también aprobar algunas reformas del canciller Bismarck y al grupo de resistencia “La Banda Roja”. La RDA así mismo reivindicó al otrora criticado clérigo Martín Lutero junto a los fundadores del KPD y héroes de la Revolución de Noviembre de 1918, Karl Liebknecht y Rosa Luxemburgo.
Los disidentes
A pesar de la détente, el régimen de Honecker permaneció aferrado a seguir fielmente la política soviética y continuó una estricta represión hacia los disidentes. Sin embargo, un sector intelectual desde un punto de vista marxista dentro del SED renovó las peticiones de reforma democrática. Entre ellos estaba el poeta y cantautor Wolf Biermann, que junto a Robert Havemann había liderado un círculo de intelectuales defensores de la democratización; fue expulsado de la RDA en noviembre de 1976. Tras la expulsión de Biermann, la dirección del SED expedientó a más de 100 intelectuales disidentes.
A pesar de las acciones del gobierno, escritores alemanes orientales comenzaron a publicar delcaraciones en la prensa occidental y crear literatura fuera del control oficial periódicamente. El ejemplo más importante fue el libro Die Alternative, de Rudolf Bahro, que fue publicado en la RFA en agosto de 1977. La publicación llevó al arresto del autor, su encarcelamiento y posterior deportación a Alemania Occidental. A finales de 1977, apareció el manifiesto de la Liga de Comunistas Democráticos de Alemania en la revista occidental Der Spiegel. La Liga, que decía agrupar a funcionarios medios y altos del SED, demandaba una reforma democrática para preparar la reunificación.

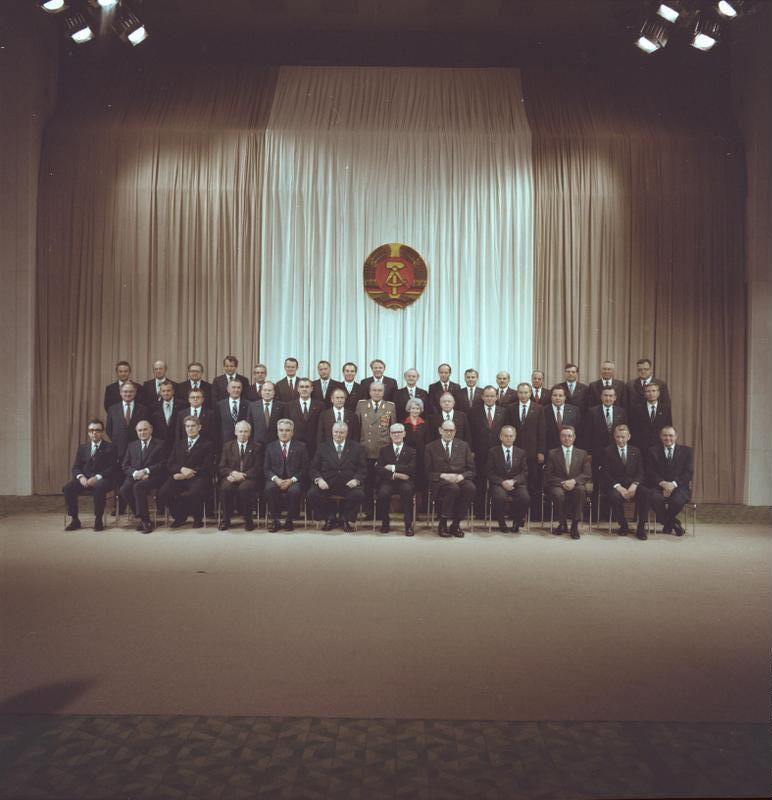
Consejo de Ministros de la RDA, 1981

Incluso tras el éxodo de intelectuales en protesta por la expulsión de Biermann, el SED continuó su política represiva hacia los disidentes. El Estado sometió a la literatura, uno de los pocos vehículos de la oposición y el inconformismo en Alemania Oriental, a ataques ideológicos y a la censura. Esta política llevó a un exilio de famosos escritores, que duró hasta 1981. La Iglesia Protestante aún existente se convirtió así mismo en crítica abierta de la política del SED. Aunque entre 1980 y 1981 el SED intensificó su censura de las publicaciones eclesiásticas en respuesta al movimiento polaco Solidaridad, mantuvo, en mayor medida que otros países, una actitud flexible hacia los grupos religiosos. La consagración de un templo protestante en mayo de 1981 en Eisenhüttenstadt que de acuerdo con la dirección del SED no estaba permitida por su carácter de “ciudad socialista”, demostraba esta flexibilidad.
X Congreso del Partido (1981)
El 10.º Congreso del Partido, que tuvo lugar en abril de 1981, se centró en la mejora de la economía, estabilizar el sistema socialista, conseguir éxitos en política exterior y fortalecer las relaciones con Alemania Occidental. Presentando al SED como la fuerza dirigente en todas las áreas de la sociedad alemana oriental, el secretario general (puesto que reemplazó al de primer secretario en 1976) Honecker enfatizó la importancia de educar a cuadros leales para asegurar la posición del Partido. Anunció que más de un tercio de todos los militantes y candidatos electorales y cerca de dos tercios de los secretarios del Partido habían completado un curso de estudios superiores y que cuatro quintos de los secretarios habían recibido formación en una escuela del Partido durante más de un año.
Afirmando que una relejación del centralismo democrático era inaceptable, Honecker enfatizó en un rígido centralismo dentro de las filas del Partido. Subrayando el curso general tomado por el SED, el Congreso confirmó la unidad de la política social y económica de Alemania Oriental en el frente interno y su absoluto alineamiento con la Unión Soviética en el frente exterior. De acuerdo con el pronunciamiento último, el SED aprobó la intervención soviética en Afganistán, aun cuando esto significó que la RDA quedase diferenciada de la posición tomada por los comunistas yugoslavos, rumanos e italianos, que criticaron la acción de la URSS.
El Comité Central del SED, que durante los años 60 había sido un órgano consultivo, fue reducido a la función de aclamador durante el 10.º Congreso del Partido. El Politburó y el Secretariado permanecieron en su mayor parte sin cambios. Aparte de los acuerdos políticos, el Congreso analizó el nuevo Plan Quinquenal (1981-1985), llamando a mayor productividad, más uso eficiente de los recursos materiales, y productos de mejor calidad. Aunque el plan previo no había sido alcanzado, el Congreso lanzó de nuevo objetivos muy ambiciosos.

## Estancamiento y caída de la RDA (1975-1989)

### La crisis del café (1976-1979)

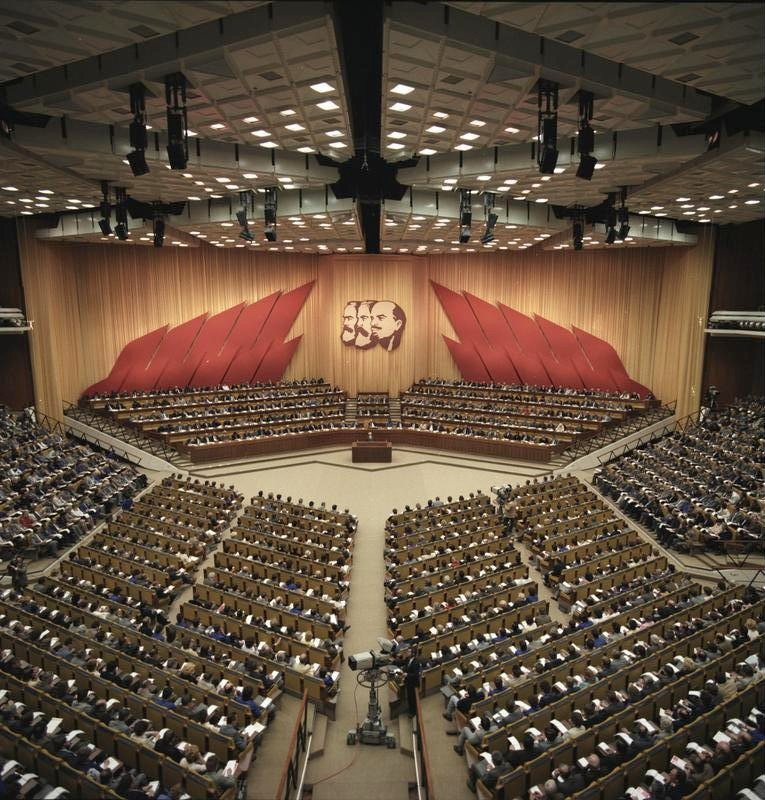
XI Congreso del SED, Berlín, 1986

Debido a la fuerte tradición alemana de beber café, las importaciones de café eran una de las más importantes para los consumidores. Una masiva alza en los precios del café en 1976/1977 (llevando al aumento de cuatro veces el precio de la importación de café, comparado con 1972-1975) causó algunos problemas financieros a la RDA, debilitando bastante su divisa. Como resultado de ello, en el verano de 1977 el Politburó retiró las marcas más baratas de café de las tiendas, limitando su uso a restaurantes, y retiró su provisión de oficinas públicas y empresas estatales. Para reemplazar esta situación, se introdujo un nuevo tipo de café, el Mischkaffee (café mixto), que era 51% café y 49% una mezcla de achicoria, centeno y remolacha. Evidentemente, el nuevo café fue detestado ampliamente por su mal sabor, conociéndose esta situación como la Crisis del Café. La crisis pasó tras 1978 a la par que los precios del café comenzaron a caer de nuevo, y la RDA firmaba un acuerdo con Vietnam –uno de los mayores productores de café del mundo-. Sin embargo, este episodio muestra claramente los problemas económicos y financieros de la RDA.

### Incipiente crisis por la deuda externa
Una vez entrando en los años 80, a la par que las circunstancias políticas, la creciente deuda externa de la RDA llevó a la crisis que acabaría con el colapso del régimen del SED. La deuda continuó creciendo a lo largo de la década hasta sobrepasar los 40 000 millones de marcos a Occidente, una suma no astronómica en términos absolutos (el PIB de la RDA era de unos 250 000 millones de marcos) pero mucho mayor en relación con la capacidad de la RDA para exportar suficientes bienes al Oeste como para conseguir la divisa fuerte que pagase la deuda. En octubre de 1989 un proyecto presentado al Politburó proyectaba la necesidad de incrementar las exportaciones de alrededor de 2000 millones de marcos en 1990 a 11 000 millones en 1995, si se querían estabilizar los niveles de la deuda.

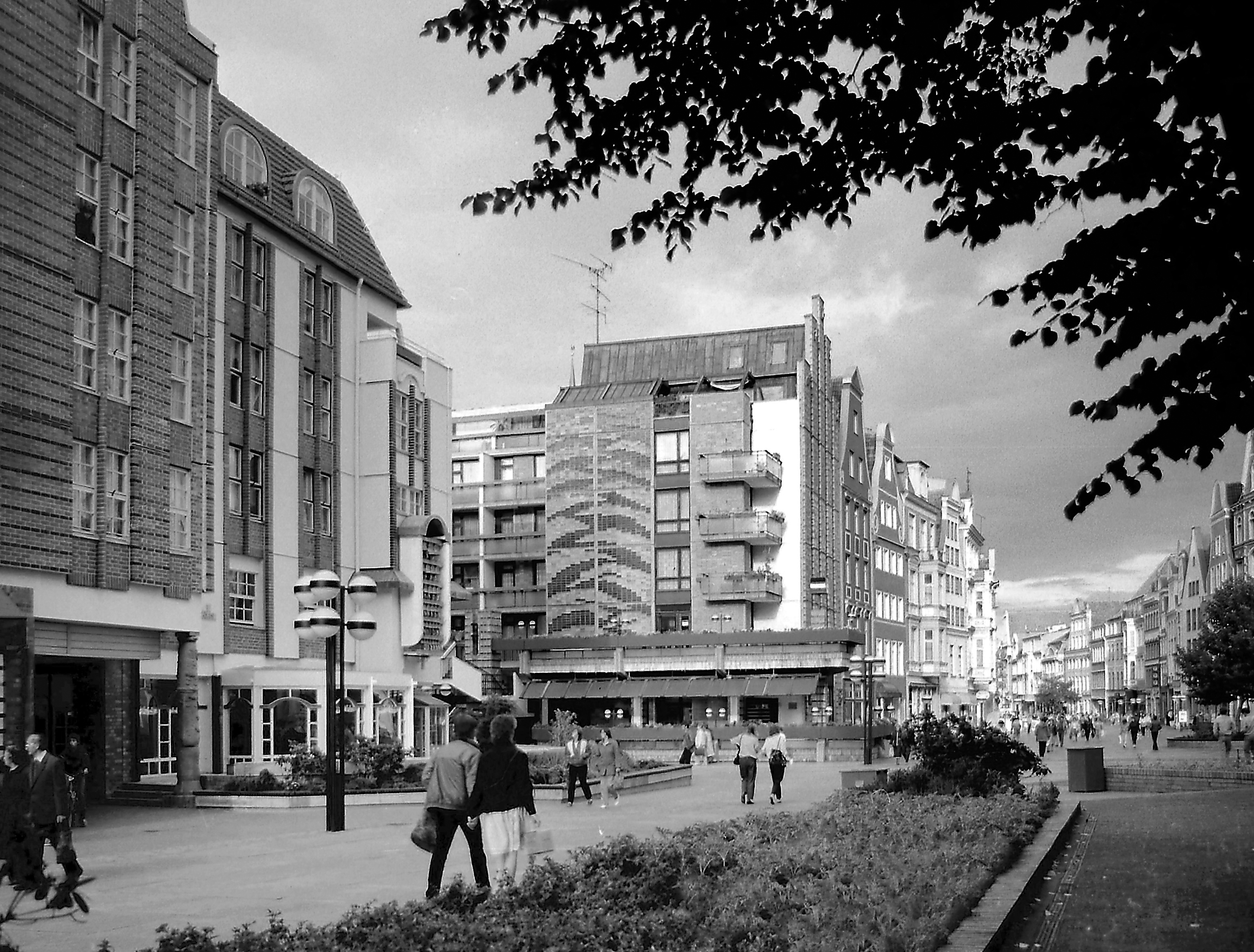
Serie de departamentos de 1986

La mayor parte de la deuda se originó por los intentos de la RDA de desatender sus problemas financieros internacionales, ya que requería la importación de componentes, tecnología y materias primas; así como los intentos por mantener los niveles de vida a través de las importaciones de bienes de consumo. La RDA era competitiva internacionalmente en algunos sectores como la ingeniería mecánica y la tecnología de impresión. Sin embargo, el intento de alcanzar un nivel competitivo en el campo de los microchips como contrapunto a la capacidad de investigación y desarrollo de las economías occidentales –en un país de solo 16 millones de habitantes- fue un ejemplo de este fracaso. Un factor significativo fue también la eliminación de una fuente de divisas importante a través de la reexportación de petróleo soviético, que hasta 1981 era aprovisionado a precios más bajos que los del mercado mundial pero que a finales de la década dejó de suministrar la URSS a los mismos niveles que anteriormente: el perder estas divisas produjo una notable caída de los en otro modo aumentados niveles de vida.

### El colapso del régimen (1989)

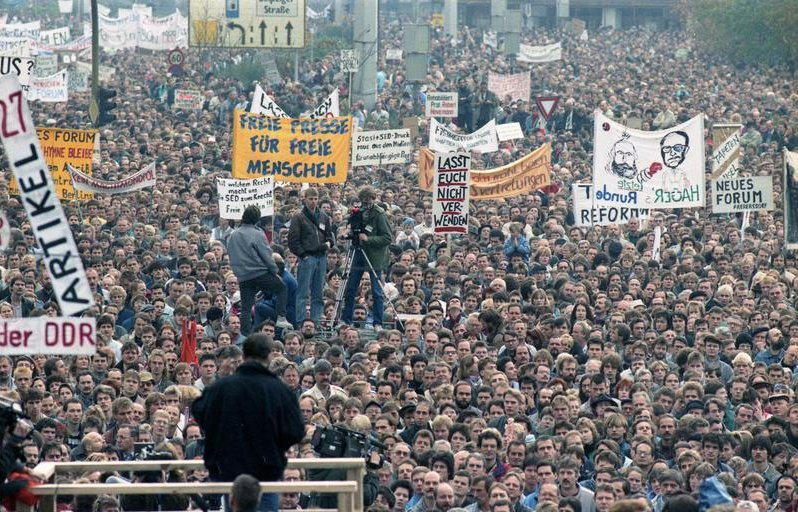
Manifestación contra el régimen, Berlín, 4 de noviembre de 1989

En agosto de 1989, el gobierno reformista de Hungría suprimió las restricciones fronterizas con Austria –la primera brecha en el llamado Telón de Acero. En septiembre, más de 13 000 alemanes orientales consiguieron escapar al Oeste a través de Hungría. Miles trataron también de alcanzar Occidente tomando las instalaciones diplomáticas en otras capitales de Europa Oriental, especialmente en Praga, Checoslovaquia. La RDA anunció como respuesta que pondría a disposición de los refugiados trenes especiales hacia Alemania Occidental, afirmando que estaba expulsando a “criminales y traidores antisociales irresponsables.” Pero al mismo tiempo, manifestaciones de masas en Dresde y Leipzig demandaban las libertades democráticas, la disolución de la Stasi y reformas dentro del socialismo.

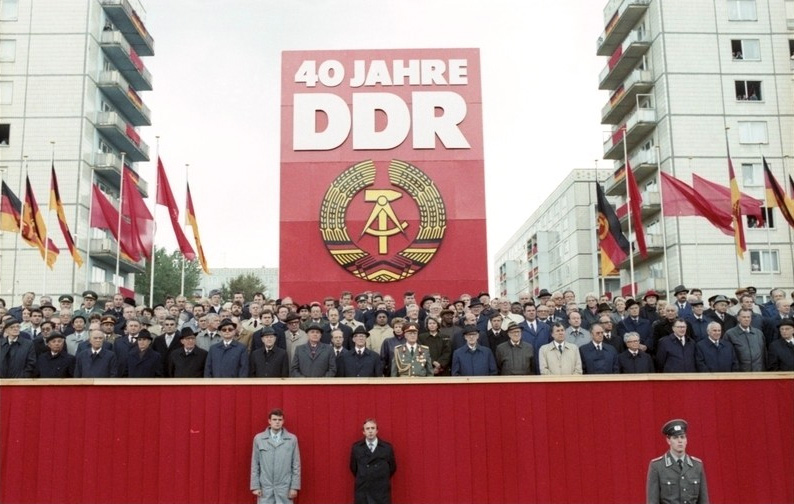
XL Aniversario de la RDA, Berlín, 1989

Ignorando los problemas que amenazaban al país, Honecker y el resto del Politburó celebraron el 40.º aniversario de la RDA en Berlín Este el 7 de octubre. Como en celebraciones anteriores, los soldados marcharon en desfile junto a los tanques y misiles, para mostrar el poderío militar de la República. La misma noche del 7 de octubre, comenzaban las primeras manifestaciones multitudinarias en Berlín Oriental. Estas manifestaciones, demandando libertad de expresión y prensa, incrementaron la presión en el régimen. En un intento de aplacar las protestas, el Politburó cesó a Honecker el 18 de octubre y lo reemplazó por el más joven y menos intransigente Egon Krenz.
Alemania Oriental registró un auge de los abortos. Muchas mujeres que desearían tener más hijos acudían a abortar por temor a perder sus trabajos en cuanto se produzca la reunificación. No sólo temían las leyes de la RFA, sino el desempleo y el desmantelamiento de los servicios sociales que se les había prestado hasta ahora a las madres. En la RDA las plazas en los jardines de infancia, el salario y la reserva del puesto de trabajo estaban garantizadas para las madres trabajadoras.

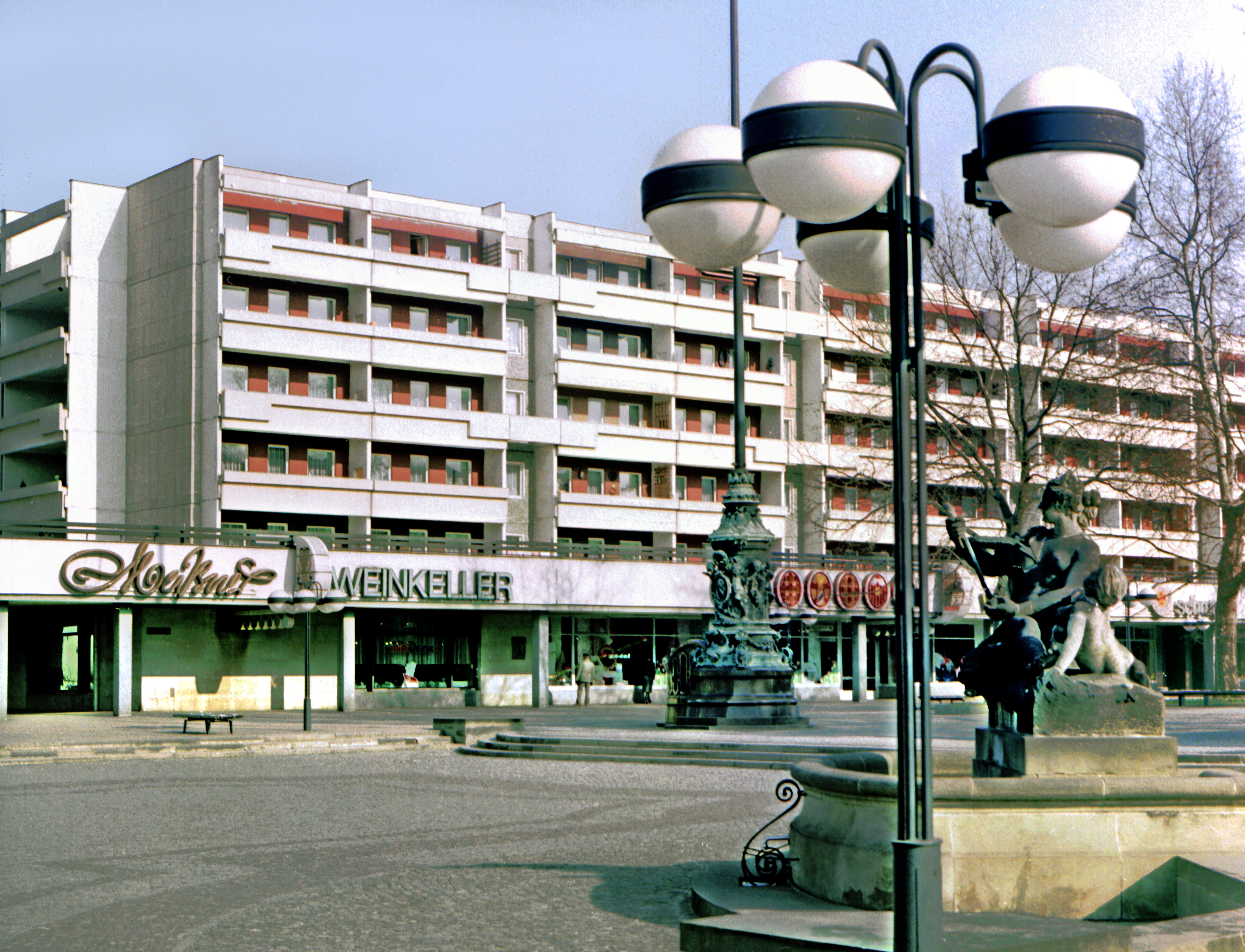
Tiendas en 1986

Sin embargo, el 7 de noviembre el primer ministro Willi Stoph y todo su gobierno dimitían, y el 9 de noviembre el Muro de Berlín caía (un término común para la apertura de las fronteras, los primeros intentos de derribar tramos de la barrera y la entrada de alemanes orientales en Berlín Oeste, donde el gobierno de Helmut Kohl les entregó 100 marcos occidentales como regalo de bienvenida). En este contexto el sistema comenzaba a colapsar. La Volkskammer votó el 1 de diciembre abolir la cláusula constitucional que garantizaba el papel dirigente del SED en el Estado. Egon Krenz, a la cabeza del Politburó y el Comité Central en pleno, dimitieron dos días después. Poco más tarde, dirigentes partidarios de la Perestroika como Gregor Gysi, Lothar Bisky o Hans Modrow tomaron la dirección del SED, celebrando un Congreso que los refundaba como Partido del Socialismo Democrático (PDS).
Aunque en un principio se buscaban reformas preservando el carácter socialista del Estado, e incluso hubo intentos de mantener la RDA como país, los únicos grupos organizados que presionaron y ganaron el papel dirigente fueron los que defendieron la reunificación con Alemania Occidental, a pesar de que en un principio el gobierno de la RFA era reacio a esta situación. El 18 de marzo de 1990 se celebraron elecciones a la Cámara del Pueblo –las últimas de la RDA-: los democristianos de Kohl y sus aliados vencieron ampliamente con un 48% de los votos; los socialdemócratas obtuvieron un 22% y el SED-PDS un 16%. Lothar de Maizière fue elegido primer ministro y se comenzó el proceso de la Reunificación alemana. El 1 de julio se unía el sistema financiero y el 3 de octubre se reunificaban oficialmente los dos países en la República Federal de Alemania, siendo la RDA el primer país del bloque oriental en unirse a la Unión Europea.